# Ottava sorella

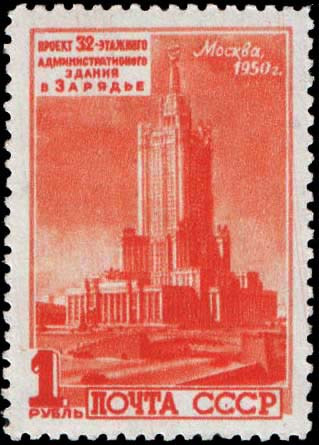
Francobollo del 1950 con il progetto della torre Zaryadye

L'Ottava sorella è il nome attribuito ad un progetto affidato a Dmitrij Čečulin e mai realizzato per la costruzione del grattacielo Zaryadye a Mosca.
Il progetto prende il nome dal fatto che sarebbe stata l'ottavo grattacielo del gruppo di sette grattacieli espressione del classicismo socialista del dopoguerra. I progetti originali del 1947 includevano infatti un'ottava torre, che sarebbe stata uno degli edifici più alti al mondo e che avrebbe rappresentato simbolicamente gli otto secoli della capitale russa (1147-1947). Dopo la morte di Iosif Stalin, il progetto fu abbandonato perché la struttura avrebbe oscurato il Cremlino e si preferì costruire al suo posto l'hotel Rossija, sempre ad opera di Čečulin. 
I progetti della torre furono invece utilizzati nel 1955 per la realizzazione del Palazzo della Cultura e della Scienza di Varsavia, che è tuttora il grattacielo più alto della Polonia e che viene indicato in maniera ufficiosa come l'Ottava sorella.

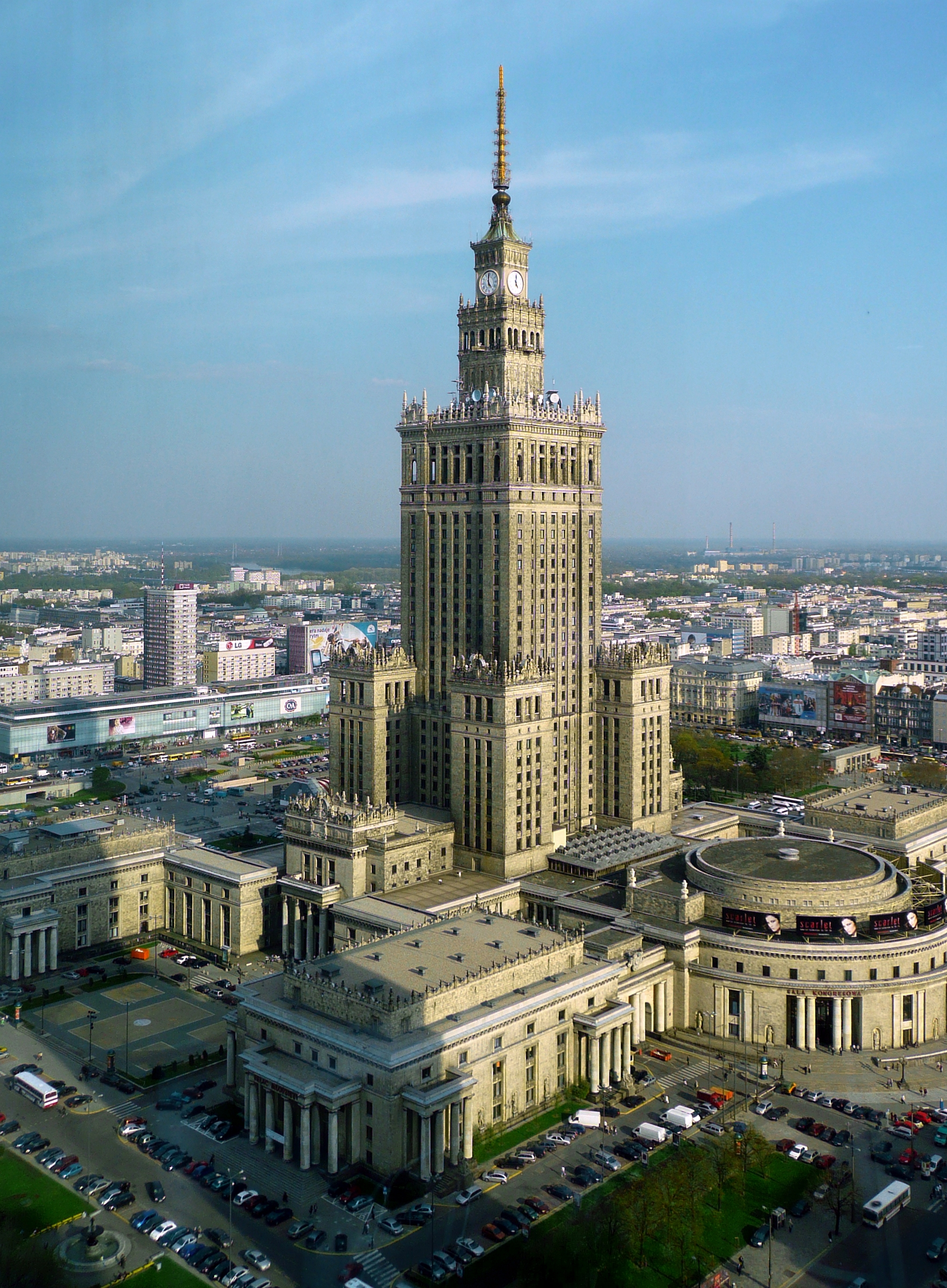
Il Palazzo della Cultura e della Scienza di Varsavia